# Rubén Durán
Rubén Rodríguez Durán (Orense, 29 de septiembre de 1983), conocido como Rubén Durán, es un futbolista español. Juega como centrocampista y su actual equipo es la Unión Deportiva Ourense, que milita en el grupo gallego de la Tercera división española.

## Trayectoria
Se formó en el histórico modesto del Club Rápido de Bouzas, dirigido por Jandrín. En la temporada 2003/2004, fichó por el Club Deportivo Ourense, donde debutó en la Segunda División B de España y jugó durante 3 campañas. en el 2006 firmó por una temporada con el Zamora Club de Fútbol, lo cual se sirvió para fichar en el 2007 por el Club Deportivo Lugo, donde jugaría dos temporadas completas siendo titular en casi todos los partidos. El Real Unión Club se fijó en él para su nuevo proyecto tras el ascenso a Segunda División de España y lo fichó en la temporada 2009/2010 por dos temporadas; no pudo evitar el descenso a 2ª B, y tras un año más en el club irundarra, cambió de aires firmando por Unión Deportiva Logroñés de la Segunda División B de España. Su gran año en el club riojano hizo que Quique Setién se fijara en él para que regresara a su exequipo, recién ascendido a 2ª División, Club Deportivo Lugo. Jugó de titular casi toda la temporada, y en la temporada 2013/2014 firma por el Racing de Santander por una temporada.
El 3 de agosto de 2016 firma con la Unión Deportiva Ourense, recién ascendida a Primera Autonómica, convirtiéndose así en el fichaje más sonado del verano. Allí logró dos ascensos consecutivos que llevaron al club a tercera división, con él como capitán de equipo.

## Clubes
| Club                          | País   | Año               |
| ----------------------------- | ------ | ----------------- |
| Club Rápido de Bouzas         | España | 2001-2003         |
| Club Deportivo Ourense        | España | 2003-2006         |
| Zamora Club de Fútbol         | España | 2006-2007         |
| Club Deportivo Lugo           | España | 2007-2009         |
| Real Unión Club               | España | 2009-2011         |
| Unión Deportiva Logroñés      | España | 2011-2012         |
| Club Deportivo Lugo           | España | 2012-2013         |
| Real Racing Club de Santander | España | 2013-2015         |
| Marbella Fútbol Club          | España | 2015-2016         |
| Unión Deportiva Ourense       | España | 2016 - actualidad |